# 福倫峰
46°39′19.2″N 9°51′53.9″E / 46.655333°N 9.864972°E
福倫峰（Piz Forun），是瑞士的山峰，位於該國東南部，由格勞賓登州負責管轄，屬於阿爾布拉山脈的一部分，海拔高度3,052米，每年平均降雨量1,729毫米。